# Stor tofsäxing
Stor tofsäxing (Koeleria grandis) är en växt i släktet tofsäxingar som förekommer i norra Eurasien.
Gräset är flerårig och når en höjd av upp till 80 cm. Det liknar främst grön tofsäxing (Koeleria pyramidata). Arten kan föröka sig genom sina rötter och de nya växterna är genetisk identiska (klon). Gräsets blad är 1,5 till 2 mm breda. De ganska täta vipporna har en lilabrun färg. Artens blomning sker under högsommaren.
Det ursprungliga utbredningsområdet sträcker sig från Polen till västra och norra Ryssland. Året 1892 upptäcktes stor tofsäxing på Kapellskär i Uppland. Populationen var stor under 1920-talet och vid början av 2000-talet finns bara ett fåtal exemplar kvar. I Ryssland hittas arten i torra tallskogar men det svenska beståndet ingår i steniga gräsmarker nära stranden.
Arten är fridlyst i Sverige.